# КК Раднички Ваљево
КК Раднички је српски кошаркашки клуб из Ваљева.
Од када је изграђен, бетонски кошаркашки терен на Петом Пуку био је место окупљања заљубљеника у игру под обручима. Већ деценијама "клинци из краја" играју улични баскет на тим кошевима, а временом се појавила идеја да се све то дигне на виши ниво и обликује у КК Раднички. Та идеја је реализована и у прошлости, а трибине су увек биле пуне када је тадашњи КК Раднички играо своје мечеве. Ипак, сплетом околности, тај клуб одавно не постоји, а пратећи традицију, садашње генерације су решиле да свој ентузијазам и љубав према овом спорту осведоче кроз сопствени кошаркашки клуб. Управо са места одакле је први пут одзвањао звук одбијања кошаркашке лопте о бетон, у овом делу града, ће новоосновани КК Раднички кренути на свој пут ка победама. Веома скромно, али са љубављу и великом жељом, креће се из најнижег ранга, али са високим циљевима!
У првој одиграној сезони 2014/2015 у Другој регионалној кошаркашкој лиги група Запад, Раднички је завршио на 4. месту. Сваку утакмицу кући испратили су га његови фантастични навијачи Дивља Телад.
КК Раднички ВА је такмичарску сезону 2015/2016 у Другој мушкој регионалној лиги Запад завршио са истим бројем бодова као и првопласирана екипа КК Милешевац из Пријепоља, али је услед слабијег међусобног резултата завршио као другопласирани.
Екипа КК Раднички ВА се освајањем првог места у Другој мушкој регионалној лиги Запад у сезони 2016/2017 пласирала у виши ранг, и од сезоне 2017/2018 наступа у Првој мушкој регионалној лиги Запад.